# D.L. Hawkins
D.L. Hawkins és un personatge de ficció de la sèrie Herois interpretat per Leonard Roberts. És el marit de Niki Sanders i el pare de Micah Sanders. Té el poder de la intangibilitat.

## Història
Sis mesos abans dels esdeveniments principals de la sèrie, D.L. Hawkins era treballador de la construcció. Ell i la seua esposa Niki tenien problemes financers perquè la construcció no es paga molt bé. Així, quan es troben en un punt crític, decideixen que el pare de Niki, Hal Sanders, entre en les seues vides. Al principi pareixia que Hal podria ser un bon avi per a Micah i que podria ajudar-los a eixir dels números rojos. No obstant això, prompte s'adonaren que Hal no havia canviat i que seguia sent el mateix home impulsiu i abusiu que Niki havia intentat oblidar, de manera que no va deixar que tornés més amb ells.
Aleshores, D.L. entra en una banda de criminals que es distingeixen per portar anells de calavera. Comença a cometre delictes però deixa la banda a temps, abans que aquestos roben dos milions de dòlars i maten a un guàrdia de seguretat, però la policia l'arresta. Frustrat per estar en la presó i per la situació general, D.L. descobreix que té el poder de canviar de fase. Així que decideix escapar-se de la presó per a intentar aclarir tot el succeït, netejar el seu nom i protegir la seua família.

## Poders
D.L. Hawkims té l'habilitat de la intangibilitat, podent travessar objectes i cossos. Quan ell es posa en fase, sembla com si es tornarà com un líquid que li permet travessar les coses. Mentre que molts altres personatges sols poden canviar de fase en cos sencer, D.L. pot canviar de fase qualsevol part del seu cos. A més a més, també pot canviar de fase a altres que estiguen en contacte físic amb ell.